# 綾瀬ひめ
綾瀬 ひめ（あやせ ひめ、1986年8月1日 - ）は、日本のAV女優。
北海道出身。身長：152cm 、スリーサイズ：B89・W58・H88、Fカップ。

## 略歴
2007年に『新人×ギリギリモザイク』でAVデビュー。

## 作品

### アダルトビデオ
- 新人×ギリギリモザイク 新人ギリギリモザイク 綾瀬ひめ（2007年2月7日、エスワン）[1]
- ギリギリモザイク ネットリ濃厚セックス 綾瀬ひめ（2007年3月7日、エスワン）
- ギリギリモザイク 学校でセックスしよっ 綾瀬ひめ（2007年4月7日、エスワン）
- ギリギリモザイク ひめのセックスじっくり見せてあげる 綾瀬ひめ（2007年5月7日、エスワン）
- ギリギリモザイク 妄想的特殊浴場 本指名 綾瀬ひめ（2007年6月7日、エスワン）
- ギリギリモザイク 絶叫！ビッグマグナムFUCK 綾瀬ひめ（2007年6月19日、エスワン）
- ギリギリモザイク 僕だけの★巨乳ママ 綾瀬ひめ（2007年7月7日、エスワン）
- S1ガールズコレクション 抜き挿しクッキリ！ドアップ結合部たっぷり4時間！3（2007年7月7日、エスワン）
- ギリギリモザイク 絶頂！イキまくり潮吹きFUCK 綾瀬ひめ（2007年7月19日、エスワン）
- ギリギリモザイク バコバコ乱交38 綾瀬ひめ（2007年8月7日、エスワン）
- S1ガールズコレクション S1女学院♥み～んなでパコパコ学園祭！4（2007年8月7日、エスワン）
- ギリギリモザイク 美巨乳揉みまくり濃厚セックス 綾瀬ひめ（2007年8月19日、エスワン）
- 美乳女医 綾瀬ひめ20連発中出し！（2007年9月25日、ダスッ!）

### イメージビデオ
- SEETHROUGH 綾瀬ひめ（2006年7月22日、レイフル）
- GOKUERO/綾瀬ひめ（2006年9月22日、レイフル）

## 出演
- 誘惑のマーメイド（MONDO21）